# Kawanishi N1K
Il Kawanishi N1K-J Shiden (紫電? "folgore viola", nome in codice alleato George) era un caccia ad ala bassa prodotto dall'azienda giapponese Kawanishi Kōkūki KK nei primi anni quaranta ed impiegato dalla Dai-Nippon Teikoku Kaigun Kōkū Hombu, la componente aerea della Marina imperiale giapponese.
Sviluppato dal precedente idrocaccia Kawanishi N1K Kyōfū (強風? "tempesta moderata", nome in codice alleato Rex), l'N1K-J venne considerato, sia dai suoi piloti che da quelli avversari, uno dei migliori caccia basati a terra utilizzati dalle forze armate giapponesi durante la seconda guerra mondiale. Dotato di armamento pesante e di una cellula in grado di sopportare danni anche gravi, dote rara tra i caccia giapponesi, l'N1K-J fu uno dei pochi caccia in grado di affrontare ad armi pari i Grumman F6F Hellcat, gli F4U Corsair ed i North American P-51 Mustang.
Fu introdotto solo nel 1943, troppo tardi ed in un numero insufficiente per mutare le sorti del conflitto.

## Storia del progetto

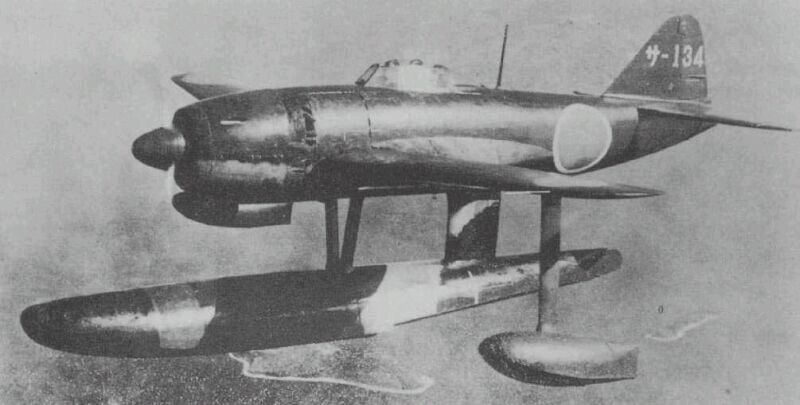
Un N1K1.

Durante i primi anni quaranta, nell'ambito dell'offensiva pianificata contro le basi statunitensi situate nelle isole dell'Oceano Pacifico, la marina imperiale emise una specifica per la fornitura di un idrovolante da caccia a lungo raggio che fosse in grado di operare durante le operazioni di attacco, anche in assenza di portaerei e di indisponibilità di piste di atterraggio. Tra le varie proposte vi fu quella della Nakajima Hikōki, che presentò il Nakajima A6M2-N "Rufe" basato sul caccia terrestre Mitsubishi A6M, e la Kawanishi, che sviluppò l'N1K Kyōfū portato in volo per la prima volta nei primi mesi del 1942. Il velivolo, al quale dopo i primi avvistamenti l'intelligence alleata aveva assegnato il nome in codice "Rex", era caratterizzato da una configurazione alare monoplana ad ala media, dall'adozione di un grande galleggiante centrale integrato due più piccoli all'estremità delle ali come stabilizzatori. La propulsione era affidata ad un motore Mitsubishi MK4E Kasei, un radiale 14 cilindri doppia stella raffreddato ad aria capace di erogare, nelle varie versioni, una potenza da circa 1460 a 1530 CV. Era dotato di un armamento simile a quello dello "Zero", mentre alcune soluzioni tecniche, come le eliche controrotanti presenti nel prototipo ed i galleggianti alari retrattili, furono abbandonate nella produzione di serie perché troppo complesse.
Furono prodotti solo 85-99 esemplari tra il 1942 e il 1944 a causa delle ridotte possibilità della Kawanishi, ma aveva ottime qualità di volo, robusto ed affidabile, e le sue prestazioni, in particolare la velocità massima, circa 490 km/h a poco meno di 6.000 m di quota, erano superiori a quelle dell'aereo che avrebbe sostituito, il Nakajima A6M2-N "Rufe", la versione idro del Mitsubishi A6M "Reisen" (Zero), la cui velocità massima non superava i 440 km/h a 5.000 m di quota. In realtà contro i caccia "convenzionali", cioè basati a terra, i suoi 490 km/h non erano sufficienti. La filosofia con la quale era stato sviluppato il Kyōfū, la medesima del Rufe, rifletteva le necessità giapponesi di poter disporre di aerei da caccia che potessero arrivare anche nelle più piccole isole del Pacifico, ove non sarebbe stato conveniente realizzare piste d'atterraggio. Quando il nuovo caccia idrovolante fu pronto per la distribuzione ai reparti, la strategia offensiva giapponese si era profondamente modificata, essendo divenuta principalmente difensiva perché ormai le cose volgevano al peggio. La conseguenza più immediata fu che la necessità di disporre del Kyōfū non fu più prioritaria e di conseguenza la sua produzione fu interrotta dopo meno di 100 esemplari. Tuttavia l'esperienza acquisita fu utile nello sviluppo di una nuova importante variante.
L'aereo era talmente valido che già nel 1941 fu riprogettato come possibile caccia convenzionale con carrello retrattile. Fu equipaggiato da un nuovo motore, il Nakajima NK9H Homare da poco meno di 2.000 cavalli, e da un normale carrello d'atterraggio a triciclo posteriore. Quest'ultimo, come il motore, presentò innumerevoli problemi di messa a punto, e rimase sempre incline a malfunzionamenti: l'ala fu mantenuta in posizione media, e questo richiese un carrello di notevole altezza che, per funzionare, necessitava di una struttura assai complessa.
L'innovazione principale del velivolo era costituita dagli ipersostentatori automatici, azionati da comandi elettroidraulici, che contribuivano in maniera determinante a migliorarne le caratteristiche di volo. La manovrabilità era quindi garantita, anche senza interventi da parte del pilota. Furono prodotti quattro prototipi, uno dei quali subito spedito in prima linea, nel luglio 1943, per verificare se fosse in grado di competere coi caccia statunitensi, il Grumman F6F Hellcat e lo Vought F4U Corsair.
Al nuovo aereo della Kawanishi fu attribuita la sigla N1K1-J - che si trattasse di un aeroplano basato a terra era evidenziato dalla lettera J -  ma fu chiamato Shiden ("Lampo violetto"). Rispetto al precedente Zero era più veloce, aveva un maggior raggio d'azione ed una maneggevolezza comparabile con quella del coevo Mitsubishi J2M Raiden. Come quest'ultimo, non era una macchina sviluppata per l'impiego da portaerei, mancando del gancio di appontaggio. Il caccia fu inviato in azione con un primo gruppo completo nel tardo 1944, nelle Filippine, dimostrandosi una macchina eccellente, agile, robusta, ben armata. Tuttavia erano troppo pochi ed avevano problemi col motore e col carrello troppo leggero ed inaffidabile, esattamente come molti altri progetti giapponesi. Per la fine del 1944 ne furono prodotti circa 1.000 esemplari, impiegati prevalentemente per la difesa del Giappone a quote medio-basse .

## Tecnica
L'aereo era un robusto monoplano, monoposto e con una struttura convenzionale, a parte l'ala in posizione media. Il caccia aveva struttura metallica, abitacolo in posizione elevata, con ottimo campo visivo. Il motore era un radiale a 18 cilindri Nakajima Homare 21, dotato di compressore volumetrico, abbinato ad un'elica quadripala. L'armamento consisteva in due mitragliatrici calibro 7,7 e quattro cannoncini Type 99 mod. 2, due nelle ali e due in pod semi-permanenti sub alari. Il carrello aveva un sistema a doppia azione per l'estrazione, con rotazione ed allungamento delle gambe di forza.

## Impiego operativo
Lo Shiden fu costruito da diverse aziende, ma il tentativo di farne rapidamente un velivolo molto diffuso si scontrò con vari problemi: la mancanza di materie prime, una componentistica non all'altezza della situazione, il caos generato dai troppi modelli di caccia in produzione.
La battaglia di Okinawa segnò l'ingresso in scena dello Shiden in quantitativi apprezzabili, primariamente col Gruppo 343 della Marina Imperiale. In uno scontro aereo, nell'ambito degli attacchi compiuti dai kamikaze giapponesi, quest'unità dichiarò 20 F6F Hellcat abbattuti, ma ne perse 12.
Altre battaglie furono combattute per difendere il Giappone dalle incursioni aeree della Marina americana, ma contro i B-29 Superfortress lo Shiden era troppo lento in salita per essere efficace.
La versione migliorata N1K2-J era un velivolo ancora più brillante e più agile, ma fu costruito in appena 476 unità, afflitte dai soliti problemi di affidabilità dell'Homare 21. Un N1K2-J, pilotato da Kensuke Muto, affrontò 12 Hellcat e ne abbatté 4, costringendo gli altri a ritirarsi. Tuttavia questo caso, uno dei più emblematici dell'ultima fase della guerra aerea del Pacifico, in realtà pare sia stato gonfiato dalla propaganda giapponese, o riportato erroneamente, come nel caso della battaglia aerea in cui i Ki-100 "abbatterono" 14 Hellcat. Muto prese parte, ma non da solo, ad una battaglia aerea in cui effettivamente quattro Hellcat furono distrutti, però non era solo e non necessariamente li abbatté tutti lui. In un'altra giornata di scontri violentissimi, il 19 marzo del 1945, gli Shiden N1K2 del 343° dichiararono ben 48 Hellcat e 4 Curtiss SB2C Helldiver. Verosimilmente alcune vittorie furono veramente ottenute, perché molti aerei statunitensi furono perduti in quei giorni, durante gli attacchi contro i campi d'aviazione del Giappone meridionale per preparare l'invasione di Okinawa.
Lo Shiden continuò dunque a battersi: paragonato all'Hellcat era meglio armato, con cannoni ad alta velocità, con una migliore agilità, ma era più lento. Contro il Corsair era un valido opponente, ma essenzialmente sotto i 6.000 metri e soprattutto nei combattimenti manovrati a medio-bassa velocità. Comunque, non c'era caccia alleato che potesse battersi in condizioni di netta superiorità contro il Kawanishi, a meno di farlo ad alta quota oppure sfruttando la maggiore velocità, poiché il compressore volumetrico del caccia giapponese non erogava sufficiente potenza per compensare il peso assai elevato della macchina.
Lo Shiden nell'insieme poteva essere un valido avversario per qualunque bombardiere e assaltatore alleato: agile, sufficientemente armato e potente, era però troppo lento, adatto più al ruolo di intercettore che a quello di caccia "puro". Inoltre fu penalizzato dai numerosi incidenti durante le manovre di decollo ed atterraggio per la debolezza del carrello e per la scarsa visibilità verso il basso. Non molti di questi incidenti furono mortali ma contribuirono a non farlo amare troppo dai suoi equipaggi. Un altro problema era l'impossibilità di essere impiegato sulle portaerei: quando, finalmente, apparve un modello imbarcato, non esistevano praticamente più portaerei su cui imbarcarlo, eccettuate piccole unità di scorta adatte però ad aerei più piccoli e leggeri, cosicché non poté fare altro che difendere la madrepatria fino alla fine.

## Versioni

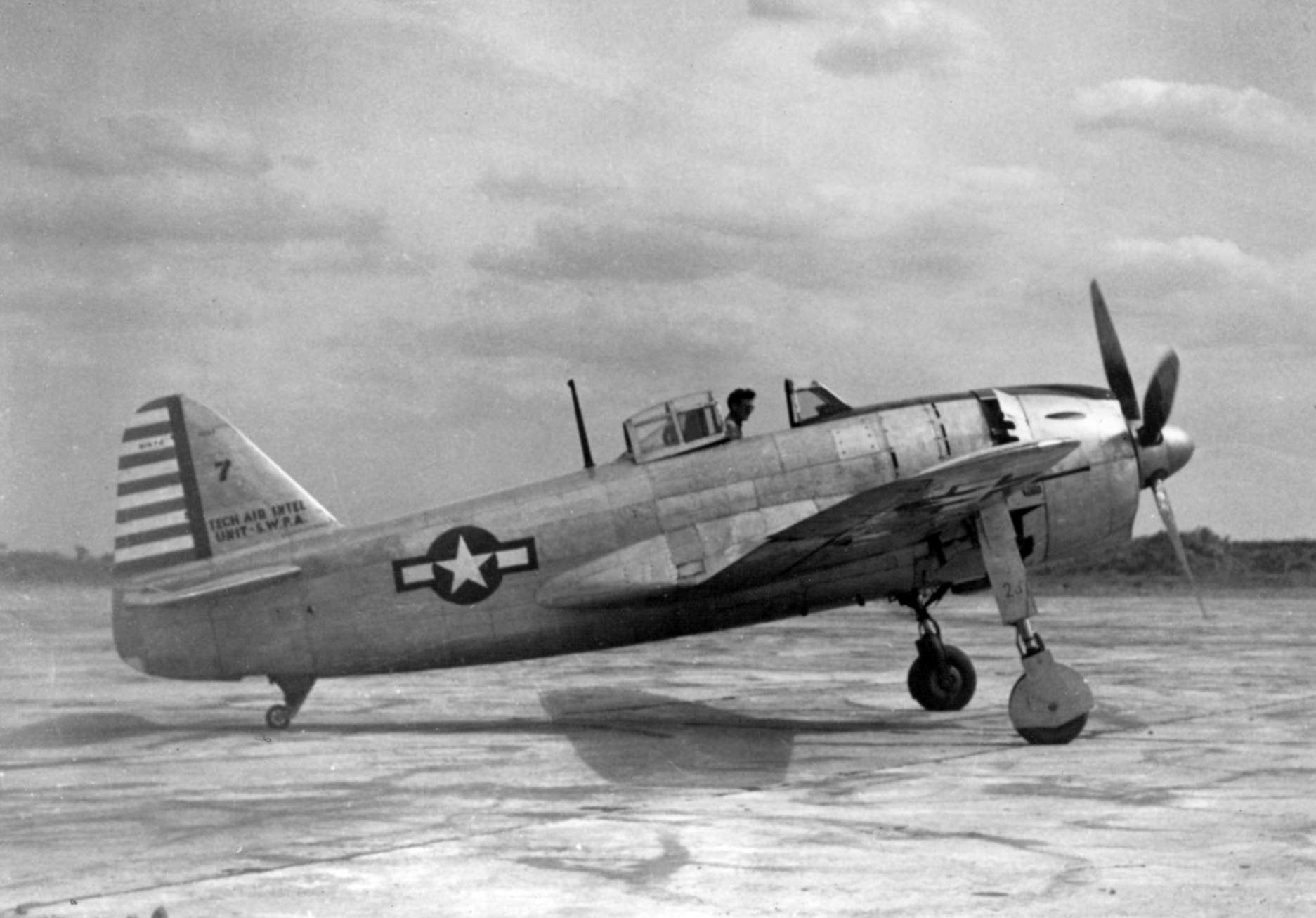
Kawanishi N1K1-J

Lo Shiden venne prodotto in diverse sottovarianti, comprendenti:
- N1K1-Ja: modello con tutti e quattro i cannoni interni alle ali, sensibilmente riprogettate.
- N1K1-Jb: versione con alcune modifiche, tra cui due punti d'aggancio per bombe da 250 kg.
- N1K1-Jc: simile alla precedente, ma con quattro punti d'aggancio.
- N1K2-J Shiden-KAI: modello ampiamente riprogettato (il suffisso KAI significa "modificato"), ala in posizione bassa, struttura semplificata che lo rendeva meno difficile da costruire e più leggero di 250 chili a vuoto, abolizione delle due mitragliatrici calibro 7,7, carrello semplificato, primo volo 31 dicembre 1943.
- N1K3: ampiamente riprogettato per migliorare la posizione del baricentro, troppo vicino alla coda del velivolo, ed armato con Type 3 da 13,2 mm.
- N1K4-J: presentava ulteriori miglioramenti e prevedeva anche una versione imbarcata, ma solo due prototipi vennero completati nel 1945.
- N1K5-J: era il modello con migliori prestazioni in quota grazie ad un motore potenziato, ma non venne completata.

## Utilizzatori
Giappone
- Dai-Nippon Teikoku Kaigun Kōkū Hombu